# Кызылдаг (Грузия)
Кызылдаг (груз. ყიზილდაგი — «красная гора») — потухший стратовулкан в Грузии, вершина Самсарского хребта. Расположен в Цалкском муниципалитете края Квемо-Картли, на границе с краем Самцхе-Джавахети, восточнее сёл Диди-Самсари и Патара-Самсари и вулкана Самсари, северо-восточнее вершины Диди-Абули и южнее вершины Шавнабада. Высота 3098,6 метров над уровнем моря.